# Asbestopluma agglutinans
Asbestopluma agglutinans är en svampdjursart som beskrevs av Jean Vacelet 2006. Asbestopluma agglutinans ingår i släktet Asbestopluma och familjen Cladorhizidae.
Artens utbredningsområde är havet utanför Chile. Inga underarter finns listade i Catalogue of Life.